# Вучкович, Йован
Йован Вучкович (серб. Јован Вучковић; 1913 — 3 апреля 1944) — югославский партизан, командир 1-го батальона 1-й пролетарской ударной бригады в годы Народно-освободительной войны Югославии. Народный герой Югославии

## Биография
Родился в 1913 году в селе Прекорница близ Цетине в бедной крестьянской семье. Образования не получил никакого, с юных лет занимался чёрной работой, особенно на рудниках Трепчи (там впервые встретился с представителями рабочего коммунистического движения). Трудился долгое время затем в Боре, где был принят в компартию в 1934 году. Участвовал во многочисленных стачках и забастовках совместно с Филиппом Кляичем и Васо Дрецуном, будущими Народными героями Югославии.
После разгрома королевской армии Йован вернулся в родное село, стал готовить вооружённое восстание. 13 июля 1941 черногорцы организовали восстание против итальянцев, албанцев и немцев, начав борьбу с оккупантами. Добровольцем вступил в Ловченский батальон Черногорско-санджакского партизанского отряда, участвовал в штурме Плевли 1 декабря 1941. В ходе сражения за Плевлю отряд Йована пробился в центр города, попав в окружение, однако на следующий день сумел прорваться из окружения с большими потерями. 4 декабря отряд Йована бился за Лисину, в битве погиб Зария Йоветич (командир его роты). 24 декабря в селе Мечене Йован и его уцелевшие солдаты вступили в 1-й Ловченский батальон 1-й пролетарской ударной бригады.
Как боец этой бригады, Йован участвовал в марш-бросках через Романию и Игман, в битвах за города Синяевина, Кониц, Бугойно, Ливно, Яйце, Прнявор и Теслич. Командовал группой бомбомётчиков в битве за Улог в начале 1942 года, а также в сражении за Ливно. Участвовал также в битвах на Неретве, на Сутьеске, Дрине и Пиве.
3 апреля 1944 погиб около Мрконич-Града. Звание Народного героя получил посмертно 27 ноября 1953.
У него было трое братьев, все были расстреляны в 1942 году на реке Црноевиче усташами.